# Damallsvenskan 2019
La Damallsvenskan 2019 fue la 32.ª edición de la Damallsvenskan, primera división de fútbol femenino en Suecia. Comenzó el 13 de abril de 2019 y terminó el 26 de octubre de 2019. Fotboll Club Rosengård fue el campeón y, junto a Kopparbergs/Göteborg FC, se clasificó a la Liga de Campeones. De la Elitettan, Kungsbacka DFF y KIF Örebro DFF consiguieron el ascenso.
Todos los partidos fueron retransmitidos mundialmente gratuitamente por Damallsvenskan TV Archivado el 5 de marzo de 2017 en Wayback Machine..
El 20 de octubre, el Fotboll Club Rosengård se proclamó campeón de la liga, consiguiendo su 10º título.

## Equipos
| Club                    | Ciudad       | Estadio                       | Capacidad |
| ----------------------- | ------------ | ----------------------------- | --------- |
| Djurgardens IF          | Estocolmo    | Estadio Olímpico de Estocolmo | 14.417    |
| Eskilstuna United DFF   | Eskilstuna   | Tunavallen                    | 7.600     |
| Fotboll Club Rosengård  | Malmö        | Malmö IP                      | 5700      |
| IF Limhamn Bunkeflo     | Malmö        | Limhamns IP                   | 2.800     |
| Kopparbergs/Göteborg FC | Gotemburgo   | Valhalla IP                   | 12.000    |
| KIF Örebro DFF          | Örebro       | Behrn Arena                   | 12.624    |
| Kristianstads DFF       | Kristianstad | Vilans IP                     | 5.000     |
| Linköpings FC           | Linköping    | Linköping Arena               | 8.500     |
| Piteå IF                | Piteå        | LF Arena                      | 3.000     |
| Växjö DFF               | Växjö        | Visma Arena                   | 12.173    |
| Vittsjö GIK             | Vittsjö      | Vittsjö IP                    | 3.000     |
| Kungsbacka DFF          | Kungsbacka   | Påskbergsvallen               |           |

## Clasificación
| Pos. | Equipo                   | Pts. | PJ | G  | E  | P  | GF | GC | Dif. | Clasificación o descenso             |
| ---- | ------------------------ | ---- | -- | -- | -- | -- | -- | -- | ---- | ------------------------------------ |
| 1    | FC Rosengård             | 49   | 22 | 14 | 7  | 1  | 51 | 16 | +35  | Clasificación a la Liga de Campeones |
| 2    | Kopparbergs/Göteborg FCR | 45   | 22 | 13 | 6  | 3  | 45 | 19 | +26  | Clasificación a la Liga de Campeones |
| 3    | Vittsjö GIK              | 41   | 22 | 12 | 5  | 5  | 33 | 13 | +20  |                                      |
| 4    | Eskilstuna United DFF    | 38   | 22 | 11 | 5  | 6  | 34 | 19 | +15  |                                      |
| 5    | Linköpings FC            | 36   | 22 | 10 | 6  | 6  | 37 | 20 | +17  |                                      |
| 6    | Piteå IFC                | 34   | 22 | 8  | 10 | 4  | 30 | 21 | +9   |                                      |
| 7    | Kristianstads DFF        | 33   | 22 | 9  | 6  | 7  | 38 | 30 | +8   |                                      |
| 8    | KIF Örebro DFFP2         | 30   | 22 | 9  | 3  | 10 | 28 | 30 | −2   |                                      |
| 9    | Växjö DFF                | 25   | 22 | 6  | 7  | 9  | 25 | 40 | −15  |                                      |
| 10   | Djurgardens IF           | 14   | 22 | 4  | 2  | 16 | 24 | 49 | −25  |                                      |
| 11   | IF Limhamn Bunkeflo      | 14   | 22 | 3  | 5  | 14 | 16 | 46 | −30  | Descenso a la Elitettan              |
| 12   | Kungsbacka DFFP1         | 5    | 22 | 1  | 2  | 19 | 14 | 72 | −58  | Descenso a la Elitettan              |

 Fuente: svenskfotboll.se
Criterios de clasificación: 1) Puntos; 2) Diferencia de goles; 3) Número de goles marcados;
C Campeón de la temporada anterior.

R Subcampeón de la temporada anterior.

P1 Ascendido de la Elitettan a la Damallsvenskan en la temporada anterior, siendo el campeón de la segunda división.

P2 Ascendido de la Elitettan a la Damallsvenskan en la temporada anterior, siendo el subcampeón de la segunda división.

## Estadísticas

### Máximas goleadoras
Actualizado a los partidos jugados el 20 de octubre de 2019.
| Puesto | Jugadora                      | Club                     | Goles |
| ------ | ----------------------------- | ------------------------ | ----- |
| 1      | Anna Anvegård                 | Växjö DFF Y FC Rosengård | 14(1) |
| 2      | Rebecka Blomqvist             | Kopparbergs/Göteborg FC  | 13    |
| 3      | Therese Ivarsson              | Kristianstads DFF        | 11    |
| 3      | Mia Jalkerud                  | Djurgårdens IF           | 11    |
| 5      | Lisa-Marie Karlseng Utland(2) | FC Rosengård             | 9     |
| 5      | Michelle De Jongh             | Vittsjö GIK              | 9     |
| 5      | Pauline Hammarlund            | Kopparbergs/Göteborg FC  | 9     |
| 8      | Felicia Rogic                 | Eskilstuna United DFF    | 8     |
| 8      | Mimmi Larsson                 | Linköpings FC            | 8     |
| 8      | Julia Karlernäs               | Piteå IF                 | 8     |
| 8      | Lina Hurtig                   | Linköpings FC            | 8     |
| 12     | Amanda Edgren                 | Kristianstads DFF        | 7     |
| 12     | Clara Markstedt               | Vittsjö GIK              | 7     |
| 12     | Loreta Kullashi               | Eskilstuna United DFF    | 7     |
| 12     | Madelen Janogy                | Piteå IF                 | 7     |
| 12     | Sophie Sundqvist              | IF Limhamn Bunkeflo      | 7     |
| 12     | Stina Blackstenius            | Linköpings FC            | 7     |
| 12     | Heather Williams              | KIF Örebro DFF           | 7     |

### Gol de la semana
| 1  | No concedido      | No concedido          | No concedido            | No concedido | No concedido | No concedido |
| 2  | Ebba Hed          | Vittsjö GIK           | Eskilstuna United DFF   |              |              |              |
| 3  | Tabitha Chawinga  | Kvarnsvedens IK       | Kopparbergs/Göteborg FC |              |              |              |
| 4  | Emma Jansson      | KIF Örebro DFF        | Eskilstuna United DFF   |              |              |              |
| 5  | Tabitha Chawinga  | Kvarnsvedens IK       | Vittsjö GIK             |              |              |              |
| 6  | Cecilia Pedersen  | IF Limhamn Bunkeflo   | Djurgårdens IF          |              |              |              |
| 7  | Hanna Sandström   | Kristianstads DFF     | Piteå IF                |              |              |              |
| 8  | Filippa Angeldal  | Hammarby IF           | Kopparbergs/Göteborg FC |              |              |              |
| 9  | Lieke Martens     | FC Rosengård          | Vittsjö GIK             |              |              |              |
| 10 | Marija Banušić    | Linköpings FC         | Vittsjö GIK             |              |              |              |
| 11 | Hanna Terry       | KIF Örebro DFF        | Djurgårdens IF          |              |              |              |
| 12 | Marija Banušić    | Linköpings FC         | KIF Örebro DFF          |              |              |              |
| 13 | Josefin Johansson | Piteå IF              | Linköpings FC           |              |              |              |
| 14 | Kristine Minde    | Linköpings FC         | Kopparbergs/Göteborg FC |              |              |              |
| 15 | Marija Banušić    | Linköpings FC         | FC Rosengård            |              |              |              |
| 16 | Elin Bragnum      | Piteå IF              | Hammarby IF             |              |              |              |
| 17 | Tine Schryvers    | Kristianstads DFF     | FC Rosengård            |              |              |              |
| 18 | Olivia Schough    | Eskilstuna United DFF | Kristianstads DFF       |              |              |              |
| 19 | Olga Ekblom       | Hammarby IF           | KIF Örebro DFF          |              |              |              |

### Máximas asistencias
| Puesto | Equipo local          | Resultado | Equipo visitante        | Asistencia | Fecha                     | Estadio                     |
| ------ | --------------------- | --------- | ----------------------- | ---------- | ------------------------- | --------------------------- |
| 1      | FC Rosengård          | 1–1       | Vittsjö GIK             | 3,262      | 2019 de octubre del 20    | Malmö IP                    |
| 2      | Linköpings FC         | 0–0       | Kristianstads DFF       | 2,866      | 2019 de mayo del 5        | Linköping Arena             |
| 3      | FC Rosengård          | 3–3       | Linköpings FC           | 2,398      | 2019 de octubre del 13    | Malmö IP                    |
| 4      | Linköpings FC         | 0–0       | FC Rosengård            | 2,384      | 2019 de mayo del 20       | Linköping Arena             |
| 5      | Eskilstuna United DFF | 2–0       | Linköpings FC           | 2,379      | 2019 de julio del 22      | Tunavallen                  |
| 6      | Piteå IF              | 1–1       | FC Rosengård            | 1,978      | 2019 de agosto del 25     | LF Arena                    |
| 7      | Piteå IF              | 0–3       | KIF Örebro DFF          | 1,876      | 2019 de julio del 21      | LF Arena                    |
| 8      | Piteå IF              | 1–0       | Djurgårdens IF          | 1,822      | 2019 de abril del 14      | LF Arena                    |
| 9      | Piteå IF              | 3–1       | Eskilstuna United DFF   | 1,779      | 2019 de agosto del 4      | LF Arena                    |
| 10     | Piteå IF              | 1–0       | Linköpings FC           | 1,748      | 2019 de septiembre del 22 | LF Arena                    |
| 11     | Vittsjö GIK           | 2–0       | Kristianstads DFF       | 1,663      | 2019 de octubre del 13    | Vittsjö IP                  |
| 12     | Eskilstuna United DFF | 1–0       | Kopparbergs/Göteborg FC | 1,646      | 2019 de septiembre del 7  | Tunavallen                  |
| 13     | FC Rosengård          | 3–0       | Växjö DFF               | 1,644      | 2019 de julio del 21      | Malmö IP                    |
| 14     | FC Rosengård          | 3–0       | IF Limhamn Bunkeflo     | 1,586      | 2019 de agosto del 14     | Malmö IP                    |
| 15     | IF Limhamn Bunkeflo   | 3–2       | FC Rosengård            | 1,536      | 2019 de mayo del 11       | Limhamns IP                 |
| 16     | Kristianstads DFF     | 0–3       | Vittsjö GIK             | 1,527      | 2019 de julio del 26      | Kristianstads Fotbollsarena |
| 17     | Piteå IF              | 0–0       | Vittsjö GIK             | 1,519      | 2019 de agosto del 14     | LF Arena                    |
| 18     | Eskilstuna United DFF | 1–0       | KIF Örebro DFF          | 1,511      | 2019 de mayo del 15       | Tunavallen                  |
| 19     | Djurgårdens IF        | 0–3       | Eskilstuna United DFF   | 1,511      | 2019 de julio del 28      | Tele2 Arena                 |